# Ванак, Юрий Арношт
Ю́рий А́рношт Ва́нак (в.-луж. Jurij Arnošt Wanak, 7 мая 1817 года, деревня Несвачидло, Лужица, Королевство Саксония — 27 мая 1887 года, Будишин, Лужица, Королевство Саксония) — лютеранский священнослужитель, лужицкий педагог, переводчик, писатель и поэт.

## Биография
Родился в 1817 году в семье сельского учителя в серболужицкой деревне Несвачидло. С 1830 по 1836 года обучался в гимназии в Будишине, по окончании которой до 1839 года изучал лютеранское богословие в Лейпциге. В 1837 году вступил в Серболужицкое проповедническое общество. По возвращении в Лужицу до 1843 года работал домашним учителем и школьным викарием в серболужицких деревнях Ракецы, Несвачидло и Поршицы. С 1843 по 1848 года — учитель в Будишине. В 1848 году назначен настоятелем после Яна Килиана в деревне Котецы. С 1850 года — первый директор серболужицкого педагогического училища в Будишине. С 1858 года — настоятель в Котецах и с 1859 года — настоятель в деревне Вослинк после Яромера Имиша.
Будучи студентом в Лейпциге, начал публиковать стихотворения и очерки в рукописном журнале «Serbska nowina», которое издавало Серболужицкое проповедническое общество. После знакомства с Гандрием Зейлером стал публиковаться в газете «Tydźenska Nowina». Занимался редактурой этого издания. В сотрудничестве с лютеранским дьяконом Теодором Вяцком занимался с 1847 по 1857 года занимался переводом Библии на верхнелужицкий язык. В 1847 году вступил в серболужицкую культурно-просветительскую организацию «Матица сербо-лужицкая». Перевёл с латинского языка сочинение «О подражании Христу» Фомы Кемпийского.
В 1849 году получил от Саксонского парламента полномочия по инспекции школьного образования. Придерживаясь крайне консервативных взглядов, отказался подписать петицию «Wulka próstwa Serbow» (Великая просьба лужичан), которое во время революции в Германии инициировал сторонник короля Бедрих Клин. С 1851 года — генеральный инспектор по церковной деятельности среди лужичан и школьного образования Баутценского района.
В 1886 году вышел на пенсию. Скончался в 1887 году в Будишине.
Основные сочинения
- Prěnja čitanka za serbske a němske šule. Erstes Lesebüchlein für wendisch-deutsche Schulen. Budyšin, 1865.
- Pjeć listow z časa noweho Serbstwa. Łužica 18 (1899), str. 20sl.